# Hỗ trợ không lực tầm gần
Hỗ trợ không lực tầm gần, tiếng Anh: Close air support, viết tắt: (CAS) là thuật ngữ đưa ra bởi Bộ Quốc phòng Mỹ, được định nghĩa là hành động chiến đấu bằng không quân, sử dụng máy bay quân sự tấn công vào các mục tiêu thù địch gần với lực lượng quân nhà bên dưới mặt đất, nhằm hỗ trợ hỏa lực và trực tiếp tiêu diệt quân địch bằng bom, tên lửa, pháo, hoặc súng máy,...
Yêu cầu nhiệm vụ là khả năng tác chiến tốt một cách chính xác bởi mục tiêu tấn công rất gần với quân mình. Vậy nên máy bay thực hiện CAS cần sử dụng cẩn trọng hỏa lực và di chuyển nhanh. CAS được tiến hành trong nhiệm vụ phối hợp tác chiến với Lực lượng tác chiến đặc biệt (SOF) hoặc chi viện nếu hoạt động chiến đấu cần không quân hỗ trợ.
Hỗ trợ không lực tầm gần đòi hỏi sự phối hợp tuyệt vời với lực lượng mặt đất, sự phối hợp này thường được xử lý bởi các bộ phận chuyên môn như Quan sát hỏa lực chung (Joint Fires Observers), (viết tắt: JFO), Bộ phận điều khiển tấn công cuối cùng (Joint Terminal Attack Controllers) (viết tắt: JTAC) và Bộ phận điều khiển không quân chuyển tiếp (viết tắt: FAC).

## Máy bay

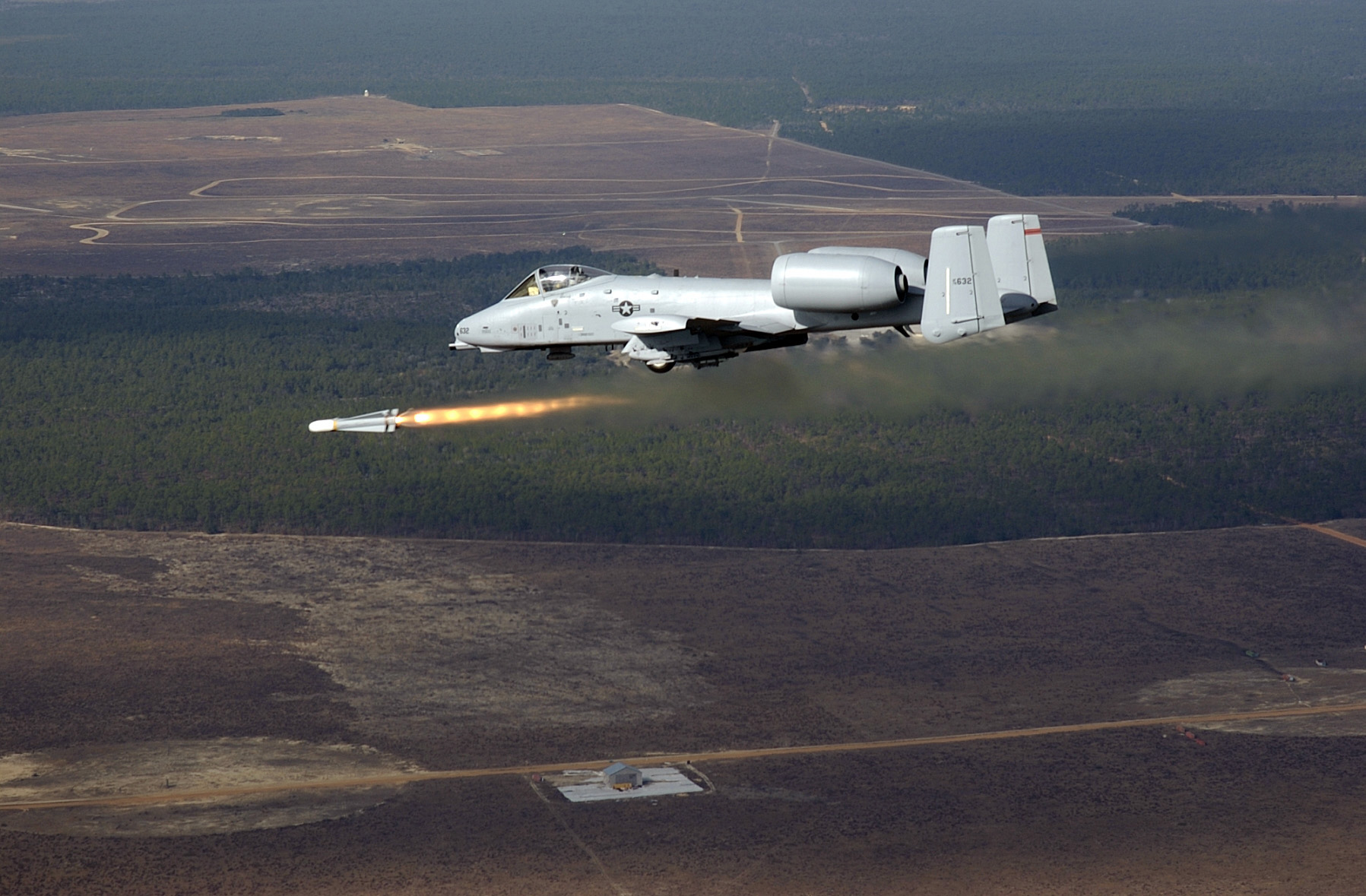
Một chiếc A-10 Thunderbolt II bắn một tên lửa AGM-65 Maverick.

Nhiều máy bay có thể cáng đáng nhiều loại vai trò hỗ trợ trên không. Trực thăng quân sự thường được sử dụng để hỗ trợ từ trên không và được phối hợp chặt chẽ với các hoạt động trên mặt đất. Ở hầu hết quân đội các quốc gia, chúng được điều hành bởi lục quân chứ không phải là không quân. Máy bay chiến đấu và máy bay tấn công mặt đất như A-10 Thunderbolt II hỗ trợ từ trên không tầm gần bằng tên lửa, tên lửa hành trình, bom cỡ nhỏ và các loại vũ khí tự động khác.
Trong Thế chiến II, máy bay ném bom bổ nhào và máy bay tiêm kích hạng nặng đã được sử dụng để hỗ trợ không lực. Máy bay ném bom bổ nhào ném bom với độ chính xác cao hơn so với máy bay ném bom tầm cao và sự thay đổi độ cao đột ngột khiến các xạ thủ phòng không khó bắn hạ hơn. Junkers Ju 87 Stuka là một ví dụ nổi tiếng về máy bay ném bom bổ nhào với khả năng ném bom chính xác. Nó được gắn còi thổi gió trên thiết bị hạ cánh của nó để tăng cường tác động tâm lý. Một số biến thể của Stuka được trang bị pháo chống tăng 37 mm.
Ngoài A-36, một chiếc P-51 được sửa đổi với hệ thống phanh bổ nhào, người Mỹ và Anh không sử dụng máy bay CAS chuyên dụng nào trong Thế chiến II, họ thích máy bay chiến đấu hoặc máy bay ném bom chiến đấu có thể kiêm luôn vai trò hỗ trợ tầm gần. Trong khi một số như Hawker Typhoon và P-47 Thunderbolt, thực hiện một cách điêu luyện vai trò đó, có nhiều lý do đã ngăn cản sự phát triển của hầu hết các máy bay chiến đấu trên nền tảng CAS. Máy bay chiến đấu thường được tối ưu hóa cho các hoạt động tầm cao mà không có bom hoặc vật liệu bên ngoài khác, chúng bay với bom ở độ cao thấp vì vậy nhanh chóng tiêu tốn nhiên liệu. Pháo phải được gắn riêng để oanh tạc mặt đất tốt, việc bắn phá cần một điểm hội tụ xa hơn và thấp hơn so với không chiến.
So với các đồng minh trong Thế chiến II, Liên Xô đã sử dụng nhiều loại máy bay tấn công mặt đất được thiết kế đặc biệt hơn Anh và Mỹ. Những máy bay loại này bao gồm Ilyushin Il-2, thiết kế máy bay quân sự được sản xuất nhiều nhất lịch sử hàng không. Liên Xô cũng sử dụng Polikarpov Po-2, một loại máy bay hai tầng, làm máy bay tấn công mặt đất.

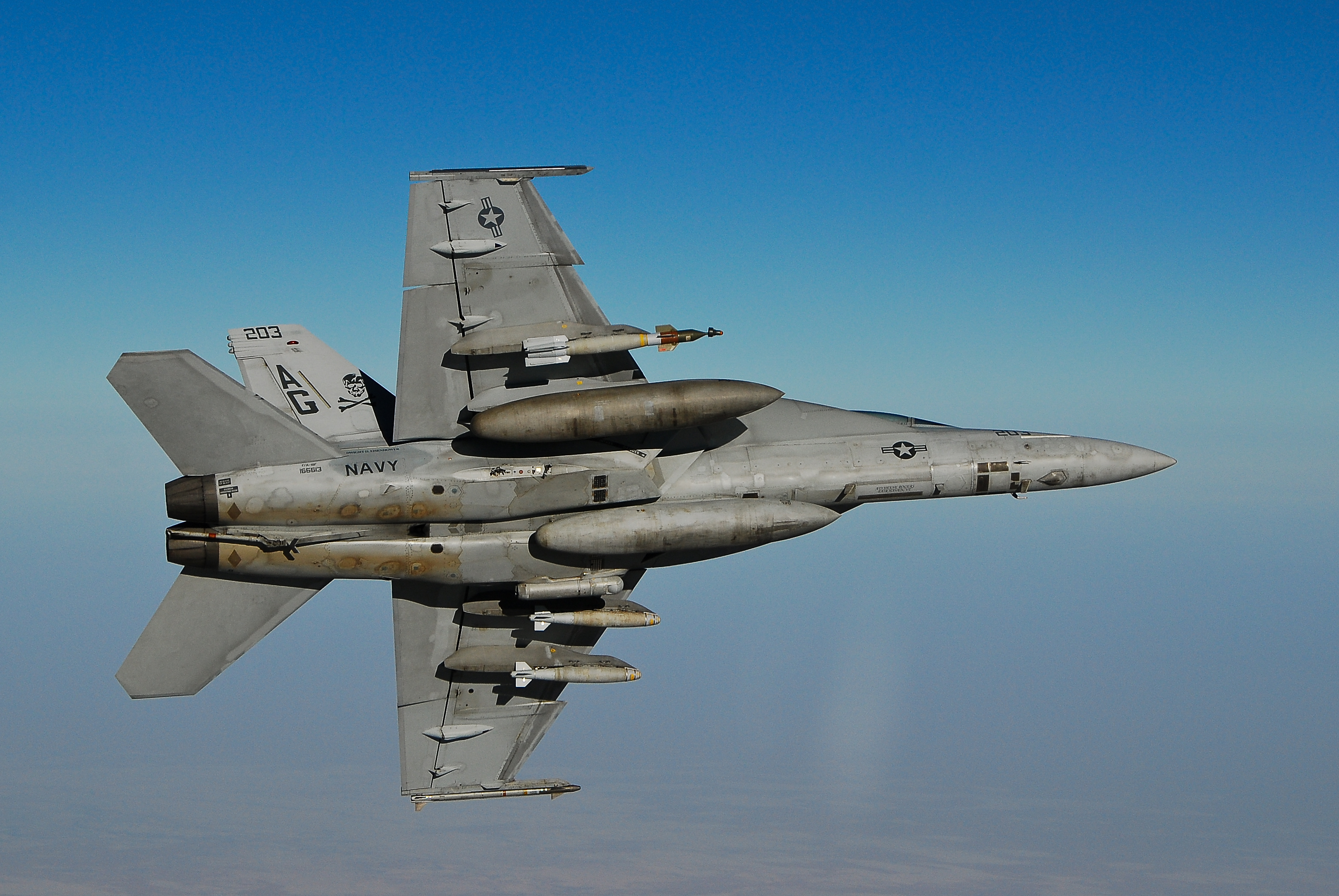
Một máy bay của hải quân Mỹ F/A-18F Super Hornet hỗ trợ trên không tại Afghanistan năm 2009

Máy bay chiến đấu Hawker Sea Fury của Hải quân Hoàng gia,Vought F4U Corsair và Douglas A-1 Skyraider của Hoa Kỳ đã được vận hành trong Chiến tranh Triều Tiên và sau đó tiếp tục được sử dụng trong Chiến tranh Việt Nam.
Trong chiến tranh Việt Nam, Hoa Kỳ đã sử dụng các máy bay cánh cố định và trực thăng cùng với máy bay chở hàng được trang bị bệ súng để chiến đấu như là máy bay hỗ trợ trên không và ném bom chiến thuật hỗ trợ. Đầu tiên trong số này là AC-47 Spooky. Các mẫu sau này bao gồm Fairchild AC-119 và Lockheed AC-130; sau đó được sử dụng rộng rãi ở Afghanistan và Iraq.

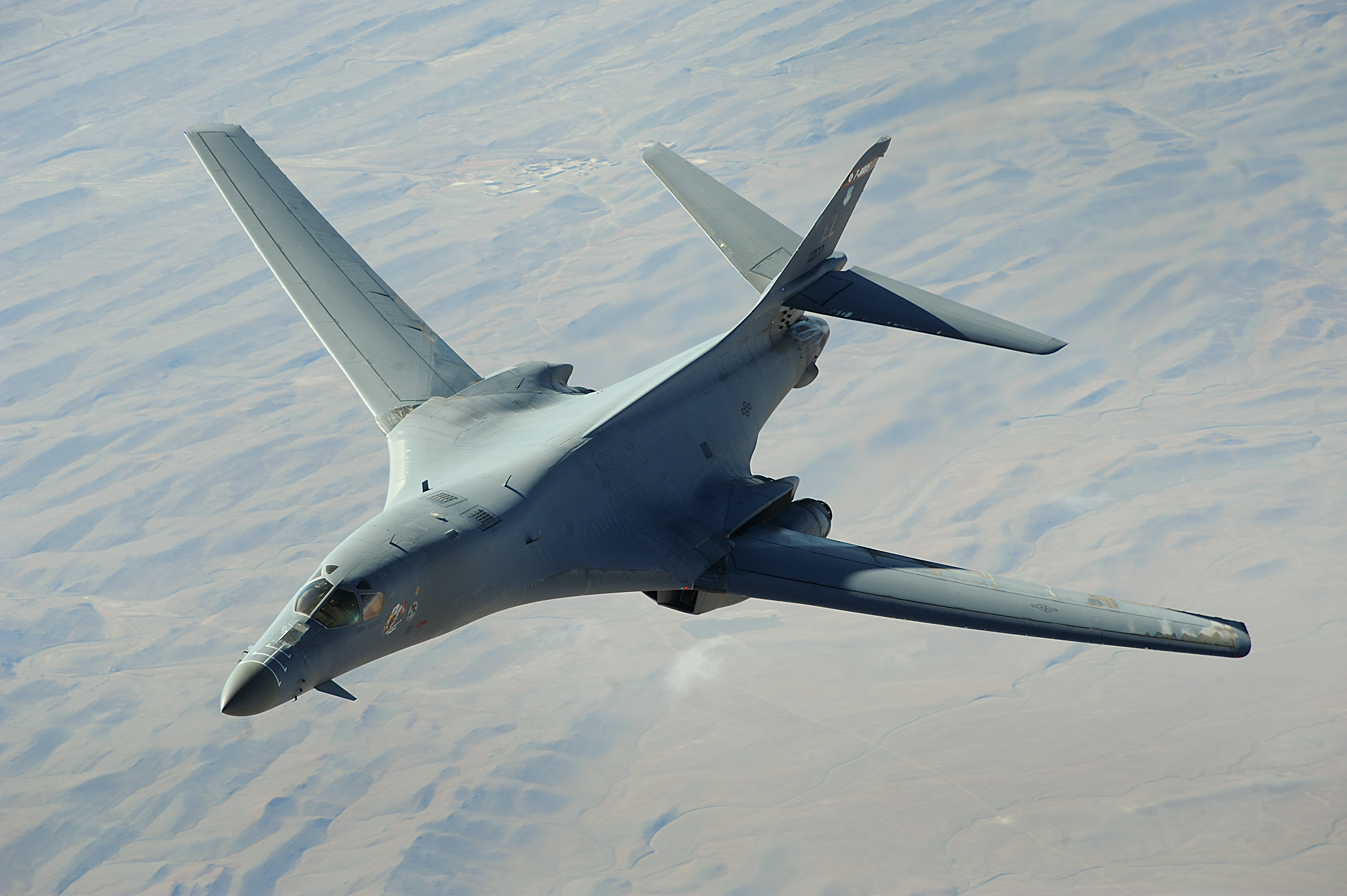
B-1B Lancer hỗ trợ trên không tại Afghanistan vào năm 2008

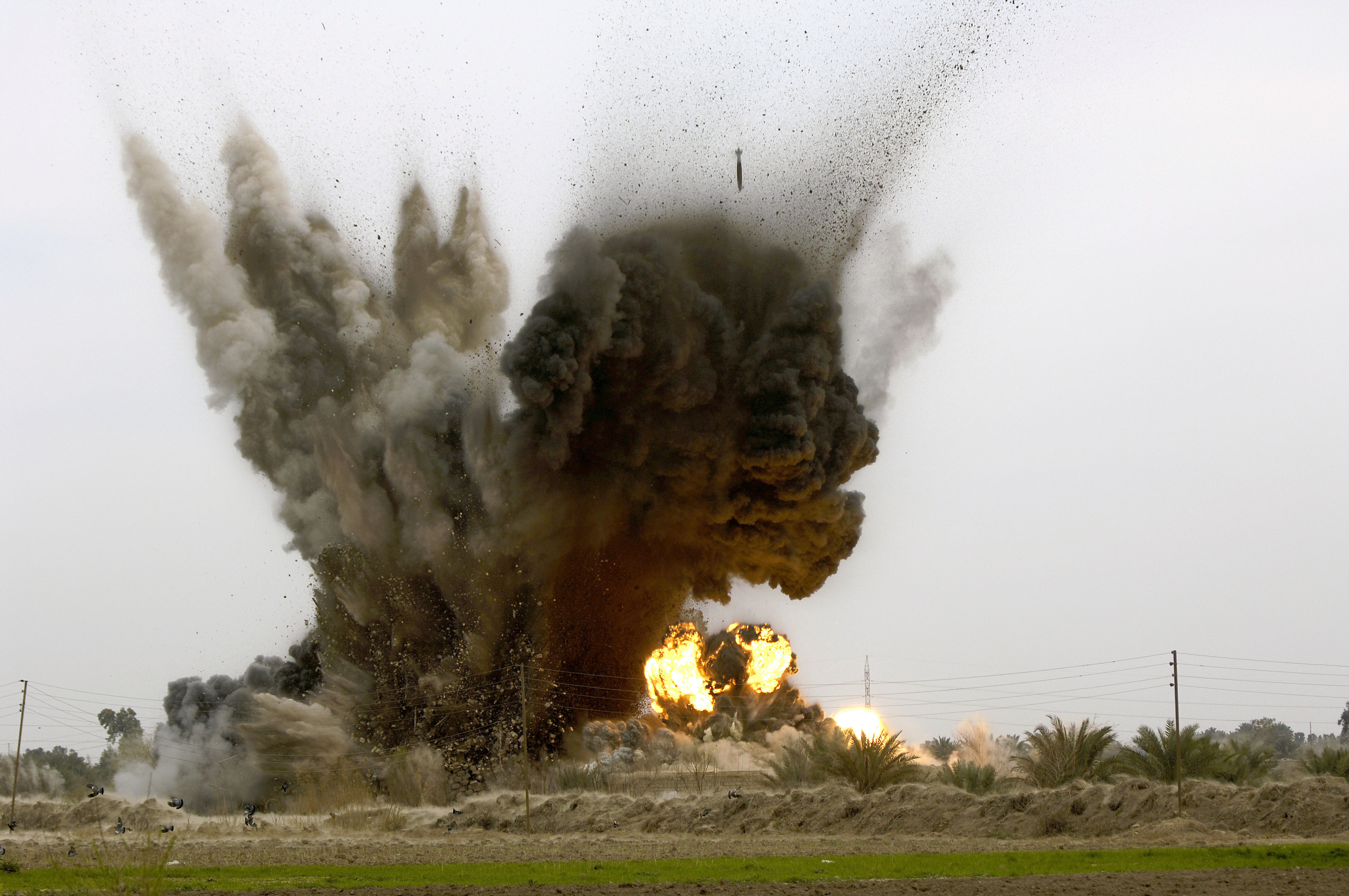
B-1B Lancer với quả GBU-38, chiến trường Iraq

Thông thường sự hỗ trợ không lực chặt chẽ chỉ được thực hiện bởi máy bay ném bom chiến đấu hoặc máy bay tấn công mặt đất chuyên dụng, như A-10 Thunderbolt II (Warthog) hay Su-25 (Frogfoot), nhưng sau đó máy bay ném bom tầm cao cỡ lớn cũng đã thành công trong vai trò hỗ trợ bằng cách sử dụng loại đạn dẫn đường chính xác. Trong Chiến dịch Tự do bền vững, việc thiếu máy bay chiến đấu buộc các nhà hoạch định quân sự phải phụ thuộc nhiều vào máy bay ném bom của Mỹ, đặc biệt là B-1B Lancer, để hoàn thành vai trò hỗ trợ không lực tầm gần. Máy bay ném bom loại này chủ yếu dựa vào vũ khí dẫn đường GPS và dẫn đường bằng laser JDAM, và chúng đã phát triển thành một phương pháp hoạt động chiến thuật tàn khốc, làm thay đổi tư duy giáo lý của Hoa Kỳ về CAS nói chung. Với thời gian, tầm bắn và năng lực vũ khí dài hơn đáng kể, máy bay ném bom có thể được triển khai đến các căn cứ gần khu vực chiến trường, với các nhiệm vụ kéo dài 12 giờ kể từ năm 2001. Sau sự sụp đổ ban đầu của chế độ Taliban ở Afghanistan, các sân bay ở Afghanistan đã trở thành cơ sở tiếp tục hoạt động chống lại Taliban và Al-Qaeda. Điều này dẫn đến một số lượng lớn các hoạt động hỗ trợ không lực tầm gần được thực hiện bởi máy bay từ Bỉ (F-16 Fighting Falcon), Đan Mạch (F-16), Pháp (Mirage 2000D), Hà Lan (F-16), Na Uy (F-16), Anh (Harrier GR7s, GR9s, Tornado GR4s) và Mỹ (A-10, F-16, AV-8B Harrier II, F-15E Strike Eagle, F/A-18 Hornet, F/A-18E/F Super Hornet, UH-1Y Venom).

## Cải tiến công nghệ
Việc ứng dụng công nghệ thông tin để chỉ đạo và phối hợp hỗ trợ trên không chính xác đã làm tăng tầm quan trọng của hoạt động tình báo, giám sát và trinh sát trong hỗ trợ không lực tầm gần. Laser, GPS và khả năng truyền dữ liệu chiến trường thường xuyên đã được sử dụng để phối hợp với nhiều máy bay có thể cung cấp hỗ trợ không lực tầm gần. Học thuyết gần đây phản ánh sự gia tăng sử dụng công nghệ điện tử và quang học để chỉ đạo các vụ tấn công bằng hỏa lực cho hỗ trợ không lực tầm gần. Máy bay trinh sát liên lạc với các lực lượng mặt đất cũng có thể cung cấp thêm xác định vị trí trực quan trên mặt đất, hộ tống trên mặt đất, tăng cường năng lực chỉ huy và kiểm soát (C2), các phương tiện này có thể đặc biệt quan trọng đối với xung đột cường độ thấp.